# Liste der Biografien/Frand
Liste der Biografien |
Portal Biografien |
Personensuche
# |
A |
B |
C |
D |
E |
F |
G |
H |
I |
J |
K |
L |
M |
N |
O |
P |
Q |
R |
S |
T |
U |
V |
W |
X |
Y |
Z |
?
 
Fa |
Fe |
Ff |
Fh |
Fi |
Fj |
Fk |
Fl |
Fm |
Fn |
Fo |
Fr |
Ft |
Fu |
Fy
 
Fra |
Frc |
Fre |
Frg |
Fri |
Frk |
Frl |
Fro |
Frr |
Fru |
Fry
 
Fraa |
Frab |
Frac |
Frad |
Frae |
Fraf |
Frag |
Frah |
Frai |
Fraj |
Frak |
Fral |
Fram |
Fran |
Frao |
Frap |
Fraq |
Frar |
Fras |
Frat |
Frau |
Frav |
Fraw |
Fray |
Fraz
 
Frana |
Franc |
Frand |
Frane |
Frang |
Frani |
Franj |
Frank |
Frann |
Frano |
Franq |
Frans |
Frant |
Franu |
Franx |
Franz
Die Liste der Biografien führt alle Personen auf, die in der deutschsprachigen Wikipedia einen Artikel haben. Dieses ist eine Teilliste mit 13 Einträgen von Personen, deren Namen mit den Buchstaben „Frand“ beginnt.

## Frand

### Frande
- Frändesjö, Martin (* 1971), schwedischer Handballspieler und Handballtrainer

### Frandl
- Frandl, Josefa (* 1930), österreichische Skirennläuferin

### Frands
- Frandsen, Aage (1890–1968), dänischer Turner
- Frandsen, Anders (1960–2012), dänischer Sänger und Fernsehmoderator
- Frandsen, Arden N. (1902–2002), US-amerikanischer Psychologe
- Frandsen, Erik A. (* 1957), dänischer Maler und Grafiker
- Frandsen, Henrik (* 1961), dänischer Politiker
- Frandsen, Kevin (* 1982), US-amerikanischer Baseballspieler
- Frandsen, Lisbeth (1925–1998), dänische Schauspielerin und Hörfunkmoderatorin
- Frandsen, Per (* 1970), dänischer Fußballspieler und -trainer
- Frandsen, Rasmus (1886–1974), dänischer Ruderer
- Frandsen, Scott (* 1980), kanadischer Ruderer
- Frandsen, Steen Bo (* 1958), dänischer Historiker, Politikwissenschaftler und Hochschullehrer